# Daniel Varini
 (novembre 2019).
Daniel Varini, né le 25 juin 1934 à Besançon et mort le 15 mai 1995 à Besançon, est un footballeur français. Il évoluait au poste de gardien de but.

## Biographie
Daniel Varini commence sa carrière professionnelle au Racing Club Franc-Comtois. Il joue ensuite pendant sept saisons en faveur du Racing Paris, de 1958 à 1965. Il termine sa carrière à l'AS Aixoise.
Il dispute un total de 131 matchs en Division 1, et 142 matchs en Division 2. Avec le Racing Paris, il se classe à deux reprises deuxième du championnat de Division 1, en 1961 et 1962.
Il atteint les quarts de finale de la Coupe de France en 1959 avec le Racing Paris, en étant battu par le Nîmes Olympique.
Après avoir raccroché les crampons, il se lance dans une carrière d'entraîneur. Il entraîne le club de ses débuts, le RC Franc-Comtois, lors de la saison 1978-1979, alors que celui-ci évolue en Division 2.

## Palmarès
- Vice-champion de France en 1961 et 1962 avec le Racing Paris